# 블랙아웃 (알코올)
블랙아웃(Blackout)은 과음으로 인한 기억 상실 현상을 말하며 비유적으로 흔히들 필름이 끊긴다고 하는데, 이 상태에서 폭행, 강도, 성폭행, 살인 등 강력 범죄들이 많이 발생된다. 이 현상이 지속적으로 나타날 경우에는 전두엽 기능이 현저히 떨어져 판단 능력, 충동 조절 능력, 기억력 저하를 부르며, 심할 경우 알코올성 치매나 여러 뇌 질환으로 이어진다.
알코올 중독에 대한 연구는 1940년대 E. M. 젤리네크(E. M. Jellinek)에 의해 수행되었다. 그는 AA(Alcoholics Anonymous) 회원을 대상으로 한 설문 조사 데이터를 사용하여 블랙아웃이 알코올 중독을 결정하는 좋은 요인이 될 것이라고 믿게 되었다. 그러나 이것이 사실인지에 대해서는 상충되는 견해가 있다. 과도한 알코올 사용으로 인한 부정적인 심리적 후유증은 불안 장애가 있는 사람들에게 더욱 악화된다. 동일한 그룹은 알코올 관련 블랙아웃 중에 자신의 행동에 대한 기억이 없기 때문에 활동에 대한 불안을 경험할 수도 있다. 간 손상은 또한 더 많은 알코올이 뇌에 도달하도록 허용하여 개인의 블랙아웃을 가속화한다.
"블랙아웃"이라는 용어는 완전한 의식 상실, 즉 실신을 의미할 수도 있다.

## 알코올과 장기기억
다양한 연구를 통해 일반적인 알코올 소비와 그것이 기억력에 미치는 영향 사이의 연관성이 입증되었다. 이러한 연구는 특히 술에 취한 사람이나 취한 사람이 술에 취하지 않은 사람보다 단어와 사물 사이의 연관성이 더 좋지 않다는 것을 보여주었다. 이후의 블랙아웃 관련 연구에서는 알코올이 단기 기억과 경험을 장기 기억으로 전환하는 뇌의 능력을 특히 손상시키는 것으로 나타났다.
블랙아웃이 일반적으로 알코올 중독자에게만 발생한다는 것은 일반적인 오해이다. 연구에 따르면 많은 대학생처럼 폭음에 연루된 개인도 종종 위험에 처해 있는 것으로 나타났다. 2002년 듀크 대학교 메디컬 센터(Duke University Medical Center)의 연구원들이 대학생들을 대상으로 실시한 설문 조사에서 최근 술을 마신 사람들 중 40%가 전년도에 블랙아웃을 경험했다고 보고했다.
한 연구에서는 개인 샘플을 수집하여 작년에 단편적인 블랙아웃이 있었는지 여부에 따라 그룹으로 나누었다. 또한 술을 마신 사람과 마시지 않은 사람을 기준으로 그룹을 나누었다. 음료 챌린지에서는 참가자들에게 혈중 알코올 농도 목표인 0.08%에 도달할 때까지 10분마다 한 잔의 음료가 제공되었다. 알코올 상태에 대한 음료에는 믹서와 보드카의 비율이 3:1로 포함되어 있다. 30분 후에 음주 측정기 샘플을 기록하고 그 후 30분마다 기록했다. 내러티브 회상 테스트에서 술과 FB+를 받은 사람들(지난 1년 내에 단편적인 기억 상실을 인정한 사람들)은 30분 지연 후 내러티브 세부 사항을 더 적게 회상했지만 유의미한 상호 작용 효과는 나타나지 않았다. 다음날 참가자들은 서술적 회상과 단서 회상에 대해 호출을 받고 테스트를 받았다. 그 결과, 술을 마신 그룹은 술을 마시지 않은 그룹에 비해 30분 지연 기억과 다음날 기억이 더 나빴으나, 세부 사항에 대한 단서 기억에는 유의미한 영향이 없는 것으로 나타났다. 그들의 연구는 또한 FB+이고 술을 마신 사람들이 다른 참가자들보다 상황 기억에서 더 나쁜 성과를 냈다는 것을 보여주었다.
알코올은 지연된 기억과 다음날의 서술적 기억을 손상시키지만 다음 날의 단서 기억에는 영향을 미치지 않는다. 이는 정보가 기억에 있지만 일시적으로 접근할 수 없음을 의미한다. 단편적인 블랙아웃 이력이 있는 사람들은 이전에 블랙아웃이 없었던 사람들보다 지연된 회상에서 더 나쁜 성과를 냈다. 신경영상은 단서 회상과 자유 회상이 감각적 및 개념적 신경망의 차등적 신경 활성화와 연관되어 있음을 보여준다. 종합적으로, 이러한 발견은 자유 회상과 단서 회상에 대한 알코올의 차등 효과가 감각 네트워크보다는 개념적 네트워크에서 신경 활동을 변경하는 물질의 결과일 수 있음을 시사한다. 이전의 블랙아웃 경험 역시 손상된 개념 네트워크와 관련이 있는 것으로 보인다.

## 원인
블랙아웃은 일반적으로 다량의 알코올 섭취와 관련이 있다. 그러나 블랙아웃을 경험한 음주자를 대상으로 한 조사에 따르면 블랙아웃은 알코올 섭취량과 직접적인 관련이 없는 것으로 나타났다. 응답자들은 정신을 잃은 경우에 비해 "기억 상실 없이 술에 많이 취한 것"을 자주 회상했다고 보고했다. 후속 연구에 따르면 블랙아웃은 개인의 혈중 알코올 농도가 급격히 증가할 때 발생할 가능성이 가장 높은 것으로 나타났다. 특히 한 연구에서는 피험자를 두 그룹, 즉 매우 빨리 술을 마시고 기절한 그룹과 연구가 끝날 때까지 극도로 취했음에도 불구하고 천천히 술을 마셔도 기절하지 않은 그룹으로 쉽게 계층화되는 결과를 얻었다.
또 다른 연구 병원 파일 데이터에 따르면 과도한 알코올을 섭취한 참가자 67명 중 39명이 블랙아웃을 보고한 것으로 나타났다. 블랙아웃의 유무는 알코올 문제의 심각도에 대한 다양한 측정값과 비교하여 교차표로 작성되었다. 블랙아웃의 존재는 금단 및 통제력 상실과 같은 중증도의 일부 징후와 어느 정도 관련이 있었지만 음주 문제의 지속 기간, 신체적 합병증 또는 비정상적인 간 기능과는 관련이 없었다. 블랙아웃의 존재는 금단 증상 및 통제력 상실 등 문제의 심각성을 측정하는 것과 관련이 있다. 블랙아웃이 알코올 사용 장애의 대뇌 결과에 대한 일반적인 취약성을 반영하거나 다른 형태의 보다 지속적인 인지 장애와 연관되어 있다는 가설은 어떠한 지지도 받지 못했다.
21번째 생일 알코올 소비의 주요 요인으로 알코올에 대한 주관적 반응을 살펴본 또 다른 연구에서는 첫 음주에 대한 주관적 반응을 21번째 생일 축하 기간 동안 더 많은 알코올 소비의 주요 요인으로 간주했다. 현재 연구 결과에 따르면 알코올에 대한 주관적 반응은 달성된 최종 BAC와 중독 수준으로 설명되지 않는 블랙아웃 및 숙취 경험 모두에 직접적인 영향을 미치는 것으로 나타났다. 친구들의 압력이나 21번째 생일 전통과 같은 다양한 사회적 요인이 사람들이 소비하는 알코올의 양에 영향을 미칠 수 있는 반면, 알코올에 대한 주관적인 경험은 음주와 음주의 생리학적 결과 모두에 분명한 영향을 미친다. 알코올에 대한 이러한 생리학적 반응은 알코올의 용량 의존적 효과를 넘어서는 생물학적 취약성을 가질 수 있다.
또 다른 연구의 자체 보고에 따르면 연구에 참여한 환자의 63%가 음료를 한 모금 마시는 대신 꿀꺽꿀꺽 마셨다. 5명의 환자는 음주 중 구토를 기억했고, 32명은 공복에 마셨고 41명은 원래 계획보다 더 많이 마셨다. 술을 마시는 동안 피험자 중 31%는 블랙아웃(blackout)을 경험했고, 20%는 브라운아웃(brownout)을 경험했으며, 49%는 기억상실 증상이 없다고 보고했다.